# 870-879
De jaren 870-879 (van de christelijke jaartelling) zijn een decennium in de 9e eeuw.

## Belangrijke gebeurtenissen

Verdrag van Meerssen

Verdeling van het Oost-Frankische Rijk na de dood van Lodewijk de Duitser

### Frankische Rijk
- 870: Verdrag van Meerssen. Om te verhinderen dat hun neef, de keizer Lodewijk II van Italië, te veel macht zou krijgen, delen Karel de Kale en Lodewijk de Duitser het rijk van de pas overleden (869) Lotharius II onder elkaar.
- 875: Keizer Lodewijk II van Italië sterft. Karel de Kale verwerft Italië en de keizerstitel.
- 876: Lodewijk de Duitser sterft. Zijn rijk (zie kaart) wordt onder zijn drie zonen verdeeld. Karloman krijgt Beieren (blauw), Lodewijk III de Jonge krijgt het koninkrijk Lotharingen (groen) en Karel III de Dikke, het koninkrijk Allemannië (roze).
- 877: Keizer Karel de Kale sterft. Zijn zoon Lodewijk de Stamelaar wordt koning van West-Francië. Karloman van Beieren eist de troon van Italië op.
- 879: Lodewijk de Stamelaar sterft, zijn twee zonen Lodewijk III en Karloman II volgen hem op.
- 879: Karloman van Beieren krijgt een beroerte en schenkt zijn rijk aan zijn twee broers. Lodewijk III de Jonge krijgt Beieren, Karel III de Dikke krijgt Italië.
- 879: Graaf Boso van Vienne, die getrouwd is met Ermengarde van Italië, de dochter van Lodewijk II van Italië, scheurt zich af en kroont zich koning van het koninkrijk Provence.

### Byzantijnse Rijk
- 871: Met hulp van keizer Lodewijk II van Italië heroveren de Byzantijnen het Emiraat Bari en creëren het katapanaat van Italië.

## Heersers

### Europa
- West-Francië: Karel de Kale (840/843-877), Lodewijk de Stamelaar (877-879), Lodewijk III (879-882), Karloman II (879-884)
  - Anjou: Odo (866-898)
  - Aquitanië: Lodewijk de Stamelaar (866-879)
  - Aragon: Aznar II Galíndez (867-893)
  - Auxerre: Hugo de Abt (865-886)
  - Barcelona: Bernard van Gothië (865-878), Wifried I (878-897)
  - Lommegouw (Namen): Giselbert I (865-?)
  - Toulouse: Bernard (865-874), Bernard Plantevelue (874-886)
  - Tours: Hugo de Abt (866-886)
  - Vlaanderen: Boudewijn I (864-879), Boudewijn II (879-918)
- Oost-Francië: Lodewijk de Duitser (840/843-876), Karloman van Beieren (876-880), Lodewijk III de Jonge (876-882), Karel de Dikke (876-887)
  - Beieren: Karloman (865-880)
- Spanje:
  - Asturië: Alfonso III (866-910)
    - Portugal: Vimara Peres (868-873), Lucidio Vimaranes (873-922)

  - Navarra: García Íñiguez (851-870), Fortun Garces (870-905)
  - Omajjaden (Córdoba): Mohammed I (852-886)
- Groot-Brittannië
  - Gwynedd: Rhodri Mawr (844-878), Anarawd ap Rhodri (878-916)
  - Jorvik: Halfdan Ragnarsson (875-877)
  - Mercia: Burgred (852-874), Ceolwulf II (874-883)
  - Powys: Rhodri Mawr (854-878), Merfyn ap Rhodri (878-900)
  - Schotland: Constantijn I (862-877), Aedh (877-878), Eochaid en Giric (878-889)
  - Wessex: Æthelred (865-871), Alfred (877-891)
- Italië:
  - keizer: geen
  - Italië: Lodewijk II (844-875), Karel de Kale (875-877), Karloman van Beieren (876-879)
  - Bari: Sawdan (856-871)
  - Benevento: Adelchis (854-878), Gaideris (878-881)
  - Spoleto: Lambert I (860-871, 875-879), Suppone III (871-874), Wido II (876-882)
  - Venetië (doge): Orso I Partecipazio (864-881)
- Scandinavië
  - Denemarken: Horik II (854-873), Harald (873), Sigurd Slang-in-het-oog (873-903)
  - Noorwegen: Harald I (870/920-933)
- Balkan:
  - Bulgarije: Boris I (853-889)
  - Byzantijnse Rijk: Michaël III (842-867), Basileios I (867-886)
  - Servië: Mutimir (863-890)
- Oost-Europa:
  - Bohemen: Bořivoj I (870-894)
  - Kiev: Askold en Dir (?-882)
  - Moravië: Ratislav (846-870), Svatopluk I (871-894)
  - Novgorod: Rurik (863-879), Oleg de Wijze (879-912)
- Bretagne: Salomon (857-874), Pascweten vs. Gurwent (874-877), Judicaël (877-888) vs. Alan I (877-908)
- Provence: Lodewijk II van Italië (863-875), Karel de Kale (875-877), Lodewijk de Stamelaar (877-879), Boso (879-886)

### Azië
- Abbasiden (kalief van Bagdad): Al-Muhtadi (869-870), Al-Mu'tamid (870-892
- China (Tang): Yizong (859-873), Xizong (873-888)
- India
  - Pallava:Nrpatungavarman (869-880)
  - Rashtrakuta: Amoghavarsha (814-878), Krishna II (878-914)
- Japan: Seiwa (858-876), Yozei (876-884)
- Perzië
  - Saffariden: Ya'qub ibn Layth (861-879), Amr ibn al-Layth (879-901)
  - Samaniden: Nasr I (864-892)
- Silla (Korea): Gyeongmun (861-875), Heongang (875-886)
- Tibet: Ösung (ca. 846-893)
- Zanj: Ali ibn Mohammed (871-883)

### Afrika
- Idrisiden (Marokko): Yahya ibn Yahya (864-874), Ali ibn Omar (874-883)
- Ifriqiya (Tunesië, Aghlabiden): Muhammad II ibn Ahmad (863-875), Ibrahim II ibn Ahmad (875-902)
- Rustamiden (Algerije): Abu Sa'id Aflah (823-872), Abu Bakr ibn Aflah (872), Abu'l Yaqzan Muhammad (872-894)

### Religie
- paus: Adrianus II (867-872), Johannes VIII (872-882)
- patriarch van Alexandrië (Grieks): Michaël I (860-870), Michaël II (870-903)
- patriarch van Alexandrië (koptisch): Sjenoeda I (859-880)
- patriarch van Antiochië (Grieks): Nicolaas II (860-879), Michael (879-890)
- patriarch van Antiochië (Syrisch): Johannes III (846-873), Ignatius II (878-883)
- patriarch van Constantinopel: Ignatius I (867-877), Photios I (877-886)
- imam (sjiieten): Hasan ibn Ali (868-874)

<< · 870 · 871 · 872 · 873 · 874 · 875 · 876 · 877 · 878 · 879 · >>
<< · 800-809 · 810-819 · 820-829 · 830-839 · 840-849 · 850-859 · 860-869 · 870-879 · 880-889 · 890-899 · >>